# Genista melia
Genista melia är en ärtväxtart som beskrevs av Pierre Edmond Boissier. Genista melia ingår i släktet ginster, och familjen ärtväxter. Inga underarter finns listade i Catalogue of Life.